# Bohnî, Letîciv
Bohnî (în ucraineană Бохни) este un sat în comuna Hrușkivți din raionul Letîciv, regiunea Hmelnîțkîi, Ucraina.

## Demografie
Componența lingvistică a localității Bohnî
     Ucraineană (98,98%)
     Rusă (1,02%)
Conform recensământului din 2001, majoritatea populației localității Bohnî era vorbitoare de ucraineană (98,98%), existând în minoritate și vorbitori de rusă (1,02%).